# Canarium pimeloides
Canarium pimeloides är en tvåhjärtbladig växtart som beskrevs av R. Govaerts. Canarium pimeloides ingår i släktet Canarium och familjen Burseraceae. Inga underarter finns listade i Catalogue of Life.